# Grandpa Kitchen
Grandpa Kitchen là một kênh YouTube nổi tiếng chuyên làm về ẩm thực; được thành lập bởi Narayana Reddy ông sống Telangana, Ấn Độ. Trong kênh của mình, ông và các cháu của mình đã nấu những món thuộc dạng '' siêu to khổng lồ'' dành cho trẻ mồ côi, làm cả món ăn Ấn Độ, châu Á và phương Tây. Nơi ở của cụ ông ở gần thành phố Hyderabad.
Sanya Jain của NDTV đã mô tả các món ăn ông làm thuộc loại "cỡ lớn", và cụ Reddy thường xuyên sử dụng củi để nấu thay vì lò nướng hiện đại. Con cháu của cụ Reddy tự xây dựng kênh YouTube. Quần áo của cụ Reddy bao gồm một dhoti và áo sơ mi trắng  và ông cũng đeo một ria mép màu trắng. Anurag Verma của News 18 đã viết rằng hai yếu tố khiến ông nổi tiếng trên YouTube là quyên góp thực phẩm và "cách tiếp cận mỗi video luôn mang chất thái khiêm tốn để nấu ăn".
Cụ Reddy nấu những bữa ăn lớn cho các thành viên trong gia đình ông, những người cháu khi đi làm trở về từ thành phố. ông ấy bắt đầu một kênh YouTube sau khi nghe các thành viên khác trong gia đình nói rằng tài nấu ăn của ông ấy có thể được trao cho những người khác trong khu vực. Trước sự nghiệp YouTube của mình, cụ Reddy sinh sống bằng nghề nông 
Video đầu tiên của ông ấy, "King Of 2000 EGGS", đã được tải lên vào tháng 8 năm 2017. Kể từ ngày 1 tháng 11 năm 2019, kênh đã có số lượng người đăng ký hơn 6,11 triệu, với người xem Ấn Độ và nước ngoài, và bao gồm hơn 220 video, và video đầu tiên của cụ được xem trong hơn 2,6 triệu lần. Patreon của ông ấy, tính đến ngày hôm đó, đã có hơn 1.000 người đăng ký, và Facebook của ông ấy có khoảng 530.000 người đăng ký. Kể từ ngày 1 tháng 11 năm 2019, video được xem rộng rãi nhất của ông ấy, về việc cụ làm khoai tây chiên, đã có 37 triệu lượt xem. Video thứ 2 cũng không kém phần phổ biến là ông làm một mẻ mì Maggi từ 100 gói có tổng cộng 27 triệu lượt xem, và video mutton biryani của cụ ông có hơn 13 triệu lượt xem. Ông cũng làm gà biryani, gà rán, mì gà, bánh sô cô la, bánh doughnut, mứt gulab, hamburger, lasagne, sữa lắc, bánh kếp, pizza thuần chay, bánh quế khoai tây, bánh pudding oreo, và bánh nhung đỏ. Các thành viên trong gia đình của cụ đã nghỉ việc để giúp làm video cùng với ông.
Cụ Reddy đã ngừng và ít tham gia vào các video nấu ăn do vấn đề sức khỏe; video cuối cùng của ông ấy, được tải lên vào ngày 20 tháng 9 năm 2019, là "khoai tây ngón tay siêu giòn". Một video trực tiếp sau đó là về anh ấy thảo luận về các vấn đề sức khỏe của mình. Preeti Biswas của Times of India tuyên bố ông "có vấn đề không rõ ràng về sức khỏe" trong video trực tiếp này. Sau đó tiếc thay, cụ Reddy qua đời vào ngày 27 tháng 10 năm 2019 ở tuổi 73. Gia đình cụ đã thông báo cho công chúng sau khi đám tang của cụ kết thúc, thông qua một video trên YouTube được tải lên vào ngày 30 tháng 10, kéo dài khoảng năm phút. Trong vòng 24 giờ, video đã có 89.110 lượt xem, và đến ngày 1 tháng 11, con số này đã tăng lên 3,3 triệu lượt xem và 142.192 bình luận từ mọi người trên khắp thế giới. Cũng có phản hồi về chủ đề Reddit. Cháu trai Srikanth Reddy cho biết ông và các thành viên khác trong gia đình có kế hoạch tiếp tục hoàn thành ước nguyện nấu ăn cao cả của cụ Reddy trong các video tiếp theo, video sau sự ra đi của ông được đăng tải vào ngày 6 tháng 11 năm 2019.